# Cyrill Akono
Cyrill Elija Akono (* 29. Februar 2000 in Münster) ist ein deutsch-kamerunischer Fußballspieler.

## Leben
Cyrill Akono ist der Sohn eines kamerunischen Einwanderers und einer deutschen Mutter. Er wuchs in Südkirchen auf und machte 2018 sein Abitur auf dem Städtischen Gymnasium Selm.

## Karriere
Seine erste Station in der Jugend absolvierte Akono bei seinem Heimatverein, dem SV Südkirchen (2004–2012). Dort fiel er durch hervorstechende Leistungen dem höherklassigen VfB Waltrop auf, für den er von 2012 bis 2015 spielte. Schließlich verpflichtete der FC Schalke 04 Akono zur Saison 2015/16 für das Nachwuchsleistungszentrum. Nach einer Saison in Gelsenkirchen kam Akono im Sommer 2016 zu Preußen Münster. Nachdem er in seiner ersten Saison in der B-Jugend (U17) als Torschützenkönig maßgeblich zum Aufstieg in die B-Junioren-Bundesliga beigetragen hatte, wurde er zum Start der Drittligasaison 2017/18 erstmals zum Training der Profimannschaft eingeladen, bei der er dann regelmäßig mittrainierte. Parallel spielte Akono mit den A-Junioren (U19) in der A-Junioren-Bundesliga. Im November 2017 unterschrieb er einen Profivertrag; am 7. April 2018 hatte er beim 1:0-Heimspielsieg gegen den SV Wehen Wiesbaden seinen ersten Einsatz in der 3. Liga. Bei seinem zweiten Einsatz gelang ihm im Heimspiel gegen den Halleschen FC sein erstes Tor im Profifußball. Für die U19 kam der Stürmer zu 19 Einsätzen, in denen er 10 Tore erzielte. In der Saison 2018/19 spielte Akono 15-mal in der 3. Liga und erzielte 4 Tore. Für die U19, für die er in dieser Spielzeit letztmals spielberechtigt war, erzielte er in 11 Bundesligaspielen 10 Tore.
Zur Saison 2019/20 wechselte der Angreifer zum 1. FSV Mainz 05. Er unterschrieb einen bis zum 30. Juni 2023 laufenden Vertrag und gehörte dem Kader der zweiten Mannschaft in der viertklassigen Regionalliga Südwest an. Er kam in 18 von 23 Ligaspielen zum Einsatz und erzielte 3 Tore. Im Frühjahr konnte die Saison aufgrund der COVID-19-Pandemie nicht mehr fortgeführt werden. In der Saison 2020/21 folgten 5 Einsätze (ein Tor).
Ende Januar 2021 wechselte der 20-Jährige bis zum Saisonende auf Leihbasis zum abstiegsbedrohten Drittligisten VfB Lübeck. Unter dem Cheftrainer Rolf Martin Landerl kam er zu 16 Drittligaeinsätzen (14-mal von Beginn), in denen er 3 Tore erzielte. Die Mannschaft stieg jedoch in die Regionalliga Nord ab.
Zur Saison 2021/22 wechselte Akono innerhalb der 3. Liga zum SC Verl, bei dem er einen Vertrag bis zum 30. Juni 2024 unterschrieb. In seinem ersten Jahr steuerte er 8 Tore in 27 Spielen zum Klassenerhalt bei. In der Saison 2022/23 kam Akono bis zur Winterpause 17-mal zum Einsatz und erzielte 4 Tore.
Zum 1. Januar 2023 wechselte Akono innerhalb der 3. Liga zur zweiten Mannschaft von Borussia Dortmund. Er unterschrieb einen Vertrag bis zum 30. Juni 2024. Unter Christian Preußer und dessen Nachfolger Jan Zimmermann konnte sich der Stürmer allerdings nicht nachhaltig durchsetzen. Er kam 12-mal zum Einsatz und stand 4-mal in der Startelf.
Vor der Saison 2023/24 kehrte der 23-Jährige zum VfB Lübeck zurück, der zuvor wieder in die 3. Liga aufgestiegen war. Er unterschrieb einen Vertrag bis zum 30. Juni 2025. Er kam auf 29 Ligaeinsätze und 3 Tore. Der VfB stieg am Saisonende ab. Da sein Vertrag nur für die 3. Liga gültig war, verließ er den Verein.
Zur Saison 2024/25 schloss sich Akono gemeinsam mit seinen Mitspielern Marius Hauptmann und Niklas Kastenhofer in der Regionalliga Nordost dem Mitabsteiger Hallescher FC an.